# Camelbak

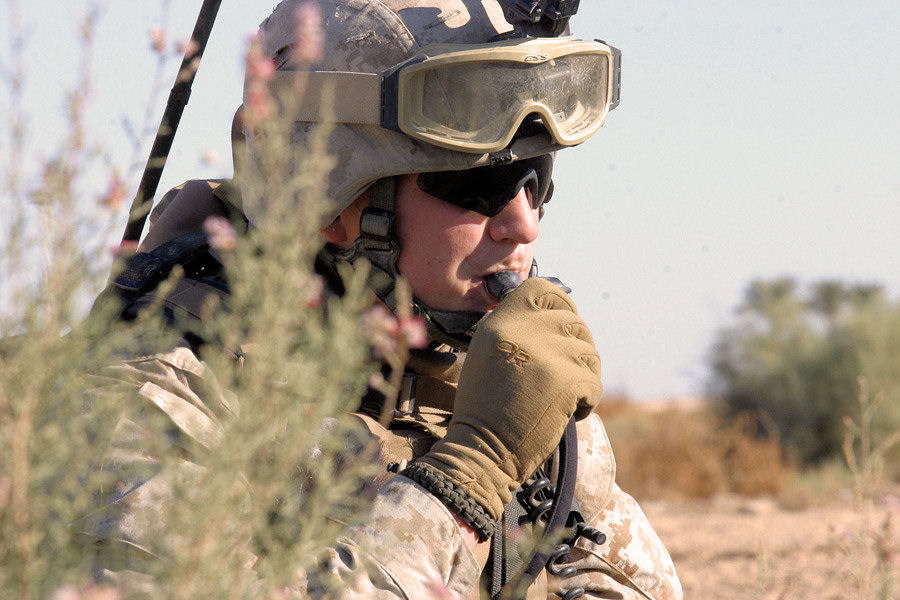
Żołnierz piechoty morskiej USA pijący z Camelbaka

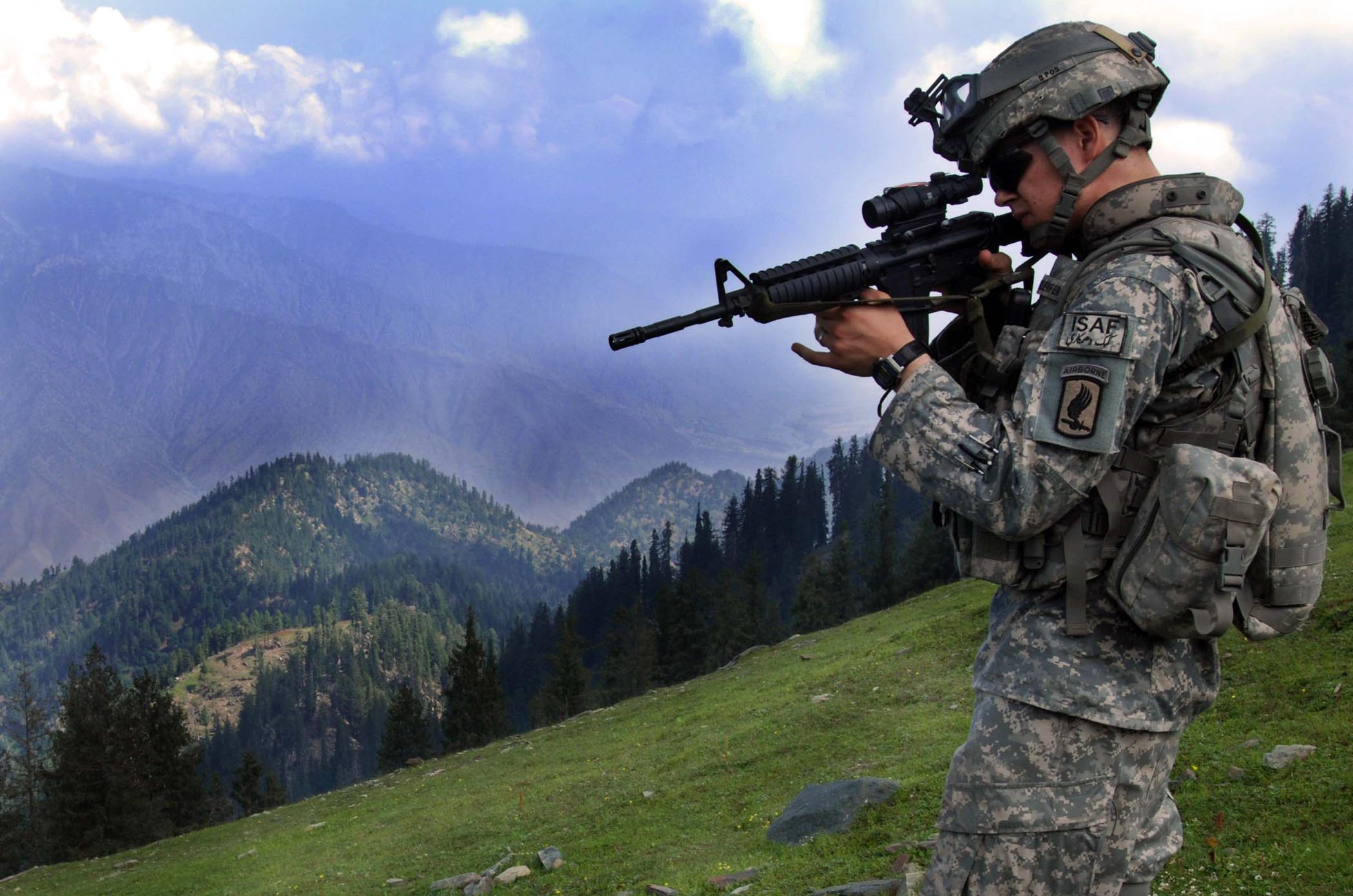
Żołnierz USArmy wyposażony w plecak nawadniający

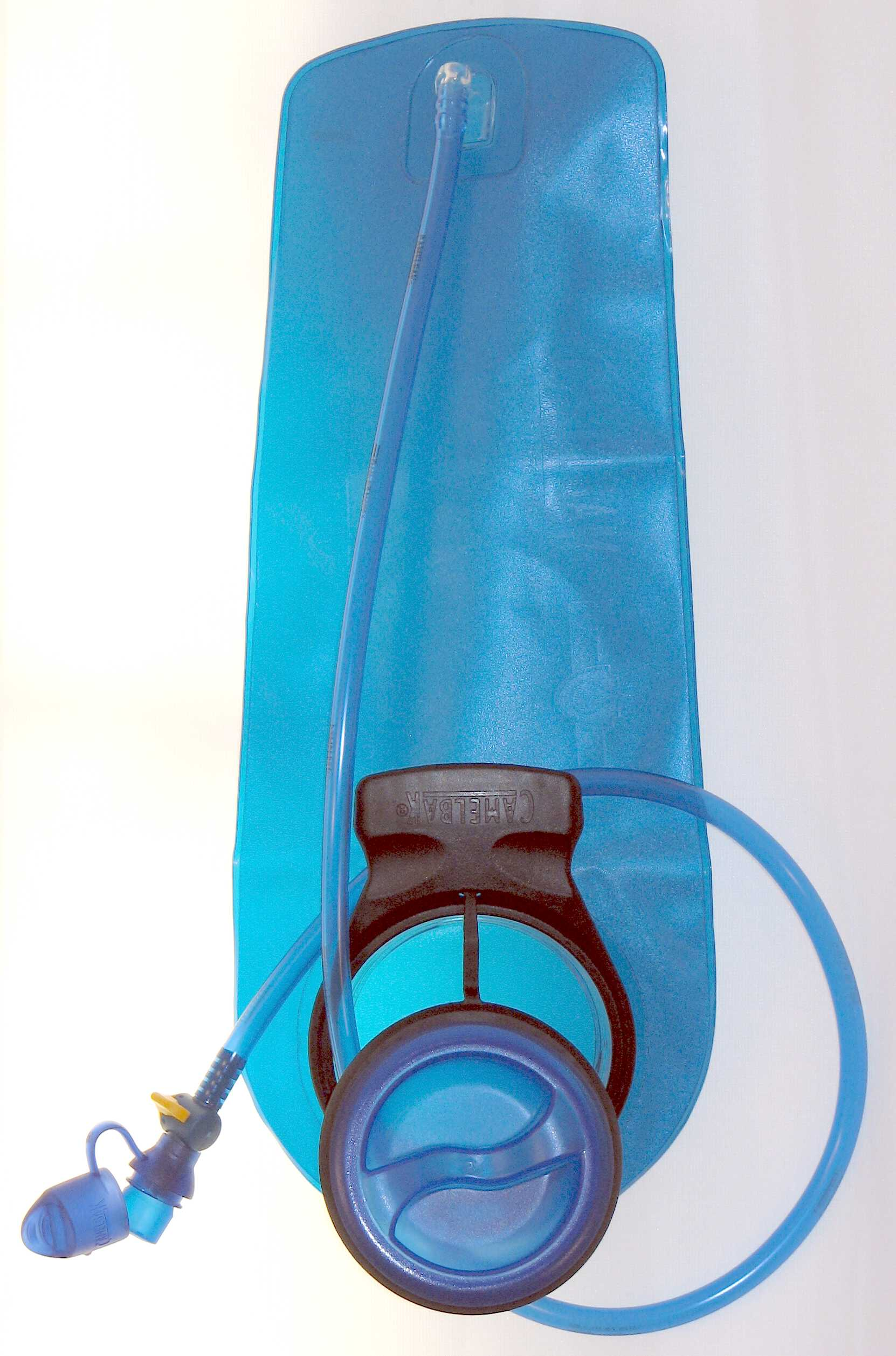
Wkład nawadniający

Camelbak (kamel, kamelbak) – potoczna nazwa specjalistycznych bukłaków na wodę. Nazwa pochodzi od jednej z firm produkujących takie bukłaki - CamelBak.
Camelbak to rodzaj plecaka (lub rzadziej torby), zawierający elastyczny wkład na wodę (bukłak), z którego wyprowadzona jest elastyczna rurka, sięgająca do ust użytkownika. Ustnik rurki jest często osłonięty zatyczką chroniącą przed kurzem i błotem. Podstawową zaletą plecaka nawadniającego jest możliwość picia z niewielkim zaangażowaniem rąk (po włożeniu ustnika są one wolne). Dla wojska i oddziałów specjalnych policji zaletą, oprócz uwolnienia rąk użytkownika, jest brak głośnego chlupotania, jaki wydają z siebie częściowo opróżnione manierki. Żołnierz w trakcie poruszania się wywołuje mniejszy hałas.
Plecaki wojskowe mogą być wyposażone w filtry dostosowujące do użycia w środowisku zastosowania broni ABC i ustniki przystosowane do masek przeciwgazowych.
Pojemność wkładu nawadniającego wynosi od 0,5 do 3,0 litra. Pojemność plecaka może być wielokrotnie większa i może on być wykorzystywany jako typowy plecak, a nie tylko pokrowiec na bukłak. Rurka prowadząca z bukłaka do ust użytkownika może być izolowana np. pianką neoprenową, aby napój nie ogrzewał się pomiędzy poszczególnymi łykami.
Nazwa Camelbak stała się określeniem całej rodziny produktów tego typu - jest przykładem generalizowania znaku handlowego. Plecaki z bukłakiem produkują różne firmy: Deuter, Hydrapak, Source Hydratation System, GoLite, a z polskich Alpinus, Campus, F7 Pro czy też 4F. Stosowane są różne nazwy, kojarzące się z przenoszeniem wody, np. CamelBack, CamelBag.